# Abe Aaron
Alvin "Abe" Aaron (27 de enero de 1910 - 31 de enero de 1970) fue un clarinetista y saxofonista de jazz que nació en Canadá, pero pasó la mayor parte de su vida actuando en los Estados Unidos.
Nació en Toronto el 27 de enero de 1910.  Su padre era director de orquesta de una banda de teatro en Milwaukee, Wisconsin y lo hizo tocar las lengüetas en la banda durante más de diez años.  A principios de los años 1940 abandonó este grupo para tocar el saxofón alto en la big band de Jack Teagarden,  con la que grabó en 1942.  Se mudó a Hollywood en 1943 y tocó con Horace Heidt en la radio.  De 1945 a 1947 tocó con Skinnay Ennis, luego volvió a trabajar con Heidt hasta 1949. 
Durante la década de 1950, Aaron tocó en la Band of Renown de Les Brown, incluso en giras por Europa y Asia Oriental.  Grabó a menudo como miembro de la banda de Brown para Coral Records y Capitol Records.  En la banda tocó el clarinete y el saxo alto a principios de la década de 1950, luego pasó al tenor y al barítono.  También grabó con clarinete bajo con Billy Usselton. 